# Claude Puel
Claude Puel (n. el 2 de septiembre de 1961 en Castres, Francia) es un exfutbolista francés y actual entrenador. Durante 17 años jugó en el AS Mónaco, club en el cual debutó como entrenador. Actualmente está libre.

## Carrera como jugador
En su etapa como futbolista, Puel ocupaba la demarcación de centrocampista. Desarrolló toda su carrera en el AS Mónaco, donde debutó a nivel profesional en 1979 y se retiró en 1996.

## Carrera como entrenador

### AS Monaco
En sus inicios, fue el preparador físico y entrenador del segundo equipo del Mónaco. Fue nombrado como entrenador del primer equipo monegasco en enero de 1999. Terminó la temporada 1998-99 como 4.º clasificado y ganó el Campeonato de Francia en 2000, con jugadores como Ludovic Giuly, Rafael Márquez o Marcelo Gallardo en sus filas. En julio de 2001, tras una mala campaña en la que el equipo del Principado fue 11.º en la Liga y perdió la final de la Copa de la Liga, su contrato no fue renovado y abandonó Mónaco después de 24 años en el club como jugador y entrenador.

### Lille OSC
En julio de 2002, Puel se convirtió en el entrenador del Lille OSC. En sus dos primeras temporadas al mando del Lille, no pasó de la zona templada de la clasificación (14.º en 2003 y 10.º en 2004). En 2004, Puel recibió una oferta del Oporto para sustituir a José Mourinho, pero optó por continuar en el Lille.
En los años posteriores, el técnico llevó a les dogues a las posiciones nobles de la Ligue 1 (un subcampeonato en 2005 y un 3.er puesto en 2006) y alcanzó los octavos de final de la Champions League en 2007. Precisamente, Puel llegó a la polémica el 20 de febrero de 2007 en la Liga de Campeones de la UEFA, en el partido de ida de octavos de final contra el Manchester United en Lille. Después que Ryan Giggs anotase rápidamente un gol de falta a final del partido, Puel animó a sus jugadores a abandonar el terreno de juego como señal de protesta, aunque finalmente el partido continuó después de una breve demora. El mánager del Manchester United Alex Ferguson describió el incidente después del partido, en una entrevista en la cadena británica ITV, como «vergonzoso» y de «intimidación al árbitro».
En cambio, en las temporadas 2006-07 y 2007-08, el conjunto del Norte-Paso de Calais bajó su rendimiento, ya que no pudo clasificarse para ninguna competición europea.

### Olympique Lyonnais
Pese a que le quedaban dos años de contrato con el Lille, Puel aceptó una oferta para pasar a dirigir el Olympique de Lyon el 18 de junio de 2008. Firmó un contrato de cuatro años con el siete veces campeón francés. También se convirtió en el cuarto entrenador del Lyon en los últimos cuatro años. En su primera temporada (2008-09) mantuvo el liderato en la Liga durante buena parte del campeonato, pero finalmente terminó en tercera posición y sin poder ganar ningún título.
Al año siguiente (2009-10), se convirtió en el primer técnico que alcanzaba las semifinales de la Liga de Campeones con el conjunto lionés, pero no pudo triunfar en la Liga, donde tuvo que conformarse con un sufrido subcampeonato pese a la alta inversión en fichajes (Lisandro López, Aly Cissokho, Michel Bastos y Bafétimbi Gomis).
Finalmente, otra campaña decepcionante (tercer puesto en la Ligue 1 2010-11), la tercera sin ganar ningún campeonato (algo que no se veía en Gerland desde 2001), provocó que el club optara por terminar su contrato en junio de 2011.

### OGC Niza
En mayo de 2012, tras haber negociado con el West Bromwich Albion para reemplazar a Roy Hodgson, se anunció su contratación por el OGC Niza para las tres próximas temporadas. Su primera campaña fue bastante positiva, ya que se sobrepuso a un mal inicio, donde rozó los puestos de descenso en el primer tercio del campeonato; y llevó al equipo a la 4.ª posición en la Ligue 1 2012-13, clasificándolo para la Europa League, un claro salto cualitativo en comparación con el 13.er lugar en la temporada anterior y un logro que no obtenía el club desde hacía décadas.
En cambio, la temporada 2013-14 no comenzó de la mejor manera para el Niza, que fue eliminado en la ronda previa de la UEFA y terminó la primera vuelta de la Ligue 1 ocupando una pobre 14.ª posición. La dinámica no cambió y el equipo del sur de Francia sólo consiguió la permanencia, una jornada antes del 500º partido en la Ligue 1 de Puel como entrenador.
El 16 de octubre de 2014, Puel y el club renovaron su contrato hasta 2016. La temporada 2014-15 fue muy similar a la anterior, con el espejismo de un inicio prometedor, pues el Niza ocupó siempre posiciones de la zona intermedia de la clasificación y no pudo sellar su salvación hasta la penúltima jornada.
En la temporada 2015-16, el Niza arrancó yendo de menos a más, siendo el equipo más goleador y practicando un juego elogiado por los medios, lo que le permitió situarse en la lucha por las posiciones europeas. Tras concluir la primera vuelta de la Ligue 1 en 5.ª posición, el equipo llegaba a la recta final del torneo doméstico con opciones incluso de ser subcampeón. Finalmente, el Niza de Puel acabó como 4.º clasificado, al igual que tres años antes, aunque en la última jornada tuvo posibilidades de terminar 3.º. Sin embargo, a pesar de estos buenos resultados, el club anunció que Puel no iba a continuar en el banquillo del Allianz Riviera. En líneas generales, la labor de Puel al frente de este equipo se puede considerar como muy positiva, ya que antes de su llegada, desde que ascendió a la Ligue 1, sólo competía por mantenerse en la élite.

### Southampton FC
El 30 de junio de 2016, sustituyó a Ronald Koeman al frente del Southampton FC. Los saints completaron un mal comienzo de temporada en la Premier League y fueron eliminados en la fase de grupos de la Liga Europa. No obstante, el equipo inglés se recuperó y terminó la primera vuelta del torneo doméstico en 9.º puesto. También llegó a la final de la Copa de la Liga, pero perdió ante el Manchester United (3-2); y finalizó la Premier League como 8.º clasificado. El 14 de junio de 2017, se anunció que no iba a continuar en el club.

### Leicester City
El 25 de octubre de 2017, firmó un contrato como nuevo entrenador del Leicester City FC hasta 2020. Se hizo cargo del equipo inglés cuando era 14.º tras la jornada 9 de la Premier League, llevándolo al 8.º lugar al término de la primera vuelta del campeonato y a la 9.ª posición a final de temporada. El 24 de febrero de 2019, el club confirmó su destitución tras sumar 7 partidos consecutivos sin ganar (con un empate y 6 derrotas), dejando a los foxes en la 12.ª posición tras 27 jornadas de la Premier League. Esta fue la primera vez que Puel era despedido como entrenador de un club en el transcurso de una temporada y no tras el final de la misma.

### Saint-Étienne
El 4 de octubre de 2019, fue presentado como nuevo entrenador del Association Sportive de Saint-Étienne. Firmó un contrato que le vinculaba con el club hasta junio de 2022 a razón de 200.000 euros mensuales. Debutó en el banquillo del Stade Geoffroy-Guichard sólo 2 días después, en el derbi del Ródano, contra el Olympique de Lyon, su ex equipo, logrando la victoria (1-0). Bajo sus órdenes, el equipo obtuvo la permanencia al terminar 17.º en la Ligue 1 y fue subcampeón de la Copa de Francia; mientras que en la temporada siguiente, obtuvo una cómoda 11.ª posición en el campeonato doméstico. Sin embargo, el 5 de diciembre de 2021, después de encajar un 0-5 contra el Stade Rennais y sumar 3 derrotas consecutivas que dejaban al Saint-Étienne en última posición de la Ligue 1, fue apartado de sus funciones. Unos días después, el 14 de diciembre, llegó a un acuerdo con el club para rescindir su contrato.

## Clubes

### Como jugador
| Club      | País    | Año         | Partidos | Goles |
| --------- | ------- | ----------- | -------- | ----- |
| AS Mónaco | Francia | 1979 - 1996 | 488      | 63    |

### Como entrenador
- Actualizado al último partido dirigido el 5 de diciembre de 2021.

| Club              | País       | Año         | P   | PG  | PE  | PP  | % v.   |
| ----------------- | ---------- | ----------- | --- | --- | --- | --- | ------ |
| AS Mónaco         | Francia    | 1999 - 2001 | 113 | 56  | 24  | 33  | 56.64% |
| Lille OSC         | Francia    | 2002 - 2008 | 299 | 119 | 94  | 86  | 50.28% |
| Olympique de Lyon | Francia    | 2008 - 2011 | 156 | 76  | 44  | 36  | 58.12% |
| OGC Niza          | Francia    | 2012 - 2016 | 169 | 69  | 38  | 62  | 48.33% |
| Southampton FC    | Inglaterra | 2016 - 2017 | 53  | 20  | 13  | 20  | 45.92% |
| Leicester City FC | Inglaterra | 2017 - 2019 | 67  | 23  | 18  | 26  | 43.29% |
| AS Saint-Étienne  | Francia    | 2019 - 2021 | 88  | 26  | 23  | 39  | 38.26% |
| Total             | Total      | Total       | 945 | 389 | 254 | 302 | 50.12% |

## Logros

### Como jugador
- Campeón de la Ligue 1 (1982, 1988).
- Campeón de la Copa de Francia (1991).
- Semifinalista de la UEFA Champions League (1994).

### Como entrenador
- Campeón de la Ligue 1 (2000) con el AS Mónaco.
- Finalista de la Copa de la Liga de Francia (2001) con el AS Mónaco.
- Segundo lugar, Ligue 1 (2005) con el Lille.
- Tercer lugar, Ligue 1 (2006) con el Lille.
- Semifinalista de la UEFA Champions League (2010) con el Lyon.